# Олдфилд, Брайан
Брайан Олдфилд (англ. Brian Oldfield, 1 июня 1945, Элджин, Иллинойс, США — 26 марта 2017, там же) — американский легкоатлет, олимпиец. Специализировался в толкании ядра. Экс-рекордсмен мира 22.86 м (10 мая 1975). Вопрос о качестве установленных Олдфилдом рекордов по-прежнему остаётся открытым, так как атлет попадал в поле зрения контрольных инстанций в ходе допинговых расследований (ему вменялось распространение различных стероидных препаратов), а сами установленные им рекорды были сделаны при отсутствии элементарного контроля со стороны представителей спортивных инстанций США. Сам же Олдфилд категорически отрицал употребление им допинга и вообще какую-либо причастность к обороту и реализации запрещённых препаратов.

## Биография
Окончил Университет штата Теннеси. Уже, выступая за университет, имел выдающиеся спортивные достижения и в 2000 году был введён в Зал спортивный славы университета.
Также занимался метанием диска и с учётом особенностей техники метателей, разработал на ее основе оригинальный подход в толкании ядра — «Олдфилд-спин» (спираль Олдфилда). В 1971 году набрал в десятиборье 5750 очков, показал на 100-метровке 10,5 с и 1,98 м в прыжках в высоту, 64,10 м в метании копья и 64,86 м в метании молота. Показал результат 125 кг в жиме лёжа, когда в 1983 году его пригласили посоревноваться с другими известными американскими легкоатлетами, — Беном Плакнеттом и Маком Уилкинсом, — опередив двух своих соперников в быстром рывке штанги от груди и уступив им в абсолютном зачёте (Плакнетт выжал 282,5 кг, а Уилкинс 215).
Участник летних Олимпийских игр в Мюнхене (1972). Шестой результат в толкании ядра — 20.91
Собирался участвовать в Олимпиаде-84, для подтверждения своего любительского статуса обращался к известному адвокату Мелвину Белли.
Был известен своими эксцентричными внешностью и выходками на спортивных аренах. Необычно для спортсменов в то время он имел причёску в своём собственном стиле, который он назвал «Oldfield Mop», иногда носил бороду. Бывало, Олдфилд курил сигареты между своими попытками на соревнованиях, чтобы показать, что он может победить кого угодно, даже имея вредные привычки. Он носил яркие наряды, сочетал рубашки с галстуками и плавки. Эти трюки служили ему не только для того, чтобы поднять популярность, но часто выводили из себя его соперников. На Олимпийских играх 1972 года его соперник произнёс слова: «Я уйду на пенсию в тот день, когда я проиграю кому-то вроде Брайана Олдфилда».
В интервью для «Sports Illustrated» Олдфилд сказал: «Когда Бог создал человека, он хотел, чтобы он был похож на меня». (Эта цитата была опубликована в статье о спорте 5 сентября 1975 года.) Фотография Олдфилда появлялась на обложке журнала «Sports Illustrated», материалы о нём — в журнале «Playgirl» 1975 года.
Выступал как спарринг-партнёр Мохаммеда Али, участвовал в конкурсе «World’s Strongest Man» в 1978 году, занял седьмое место из десяти участников. Он также участвовал в «играх горцев» в 1970-х годах. Его лучший в карьере толчок сохранял статус мирового рекорда до 2013 года.
Олдфилд также снялся в фильме 1989 года «Savage Instinct», позже переименованного в «The Call Me Macho Woman!» исполнив роль Монго, сумасшедшего наркобарона. В фильме Олдфилд носит специальный шипованный головной убор, который использует его персонаж, чтобы убивать людей. Фильм провалился в прокате.
В последние годы жизни тяжело болел, передвигался в инвалидной коляске.